# Lábios (genitais)
Os lábios, na anatomia sexual feminina humana, são dobras de pele existentes na vulva. Após a puberdade, assim como a vulva, tornam-se cobertos por pelos pubianos.
Existem dois tipos de lábios vaginais:
- Lábios maiores (em latim: labia majora) e os
- Lábios menores (em latim: labia minora), também chamados de ninfas.[1]

Existem em uma grande variedade de tamanhos e formas, e sofrem intumescimento quando a mulher está sexualmente excitada.
Os lábios menores localizam-se internamente aos lábios maiores (por vezes, os lábios menores são mais compridos que os lábios maiores, expandindo-se para fora destes), e se estendem do prepúcio do clitóris até debaixo da vagina, envolvendo o orifício vaginal e a abertura da uretra.
Os lábios variam de cor de indivíduo para indivíduo, em geral acompanhando o tom de pele, porém podem mudar de cor ao longo da vida de uma mesma mulher.
|  |  |  |  |  |